# Цукрова тростина (рід)
Цукро́ва трости́на (Saccharum) — рід, від 6 до 37 видів (залежно від інтерпретації) високих трав'янистих рослин родини тонконогові (злакові) (підродини Panicoideae, триби Andropogoneae). Всі вони походять із субтропічних та тропічних районів Старого світу. У них міцні волокнисті стебла, багаті на цукор, які сягають від 2 до 6 метрів заввишки. Усі види цукрової тростини схрещуються, і головні комерційні сорти є складними гібридами, разом відомі як Saccharum officinarum complex.

## Історія
Цукрова тростина походить з острова Нова Гвінея. Товсте стебло зберігає багато енергії у вигляді сахарози в соку, її досить легко виділити, випарюючи воду. Мешканці Нової Гвінеї першими почали вживати стебла тростини як їжу. Звідти рослина поширилася всією Південно-східною Азією, потрапила до Індії, а вже з неї — до Китаю, Кореї та Японії.
Індійці першими почали виробляти з соку цукрової тростини кристалічний цукор. Це сприяло поширенню культури на захід — до Персії, Середземномор'я та на острови Атлантичного океану. Вона була серед перших культурних рослин, завезених до Америки іспанцями й португальцями.
Цукрова тростина почала інтенсивно вирощуватися в басейні Карибського моря, і все ще вирощується там на деяких островах. Протягом колоніальних часів цукор був головним продуктом трикутної торгівлі з Новим Світом (разом з продуктами європейських промислових підприємств і африканськими рабами). Франція вважала свої острови, де вирощувалася цукрова тростина, такими цінними, що фактично віддала Британії Канаду в обмін на повернення Гваделупи, Мартиніки та острова Святої Люсії після Семирічної війни 1756—1763 років. Голландці так само утримували Суринам, цукрову колонію в Південній Америці, замість повернення Нових Нідерландів (Нового Амстердама).

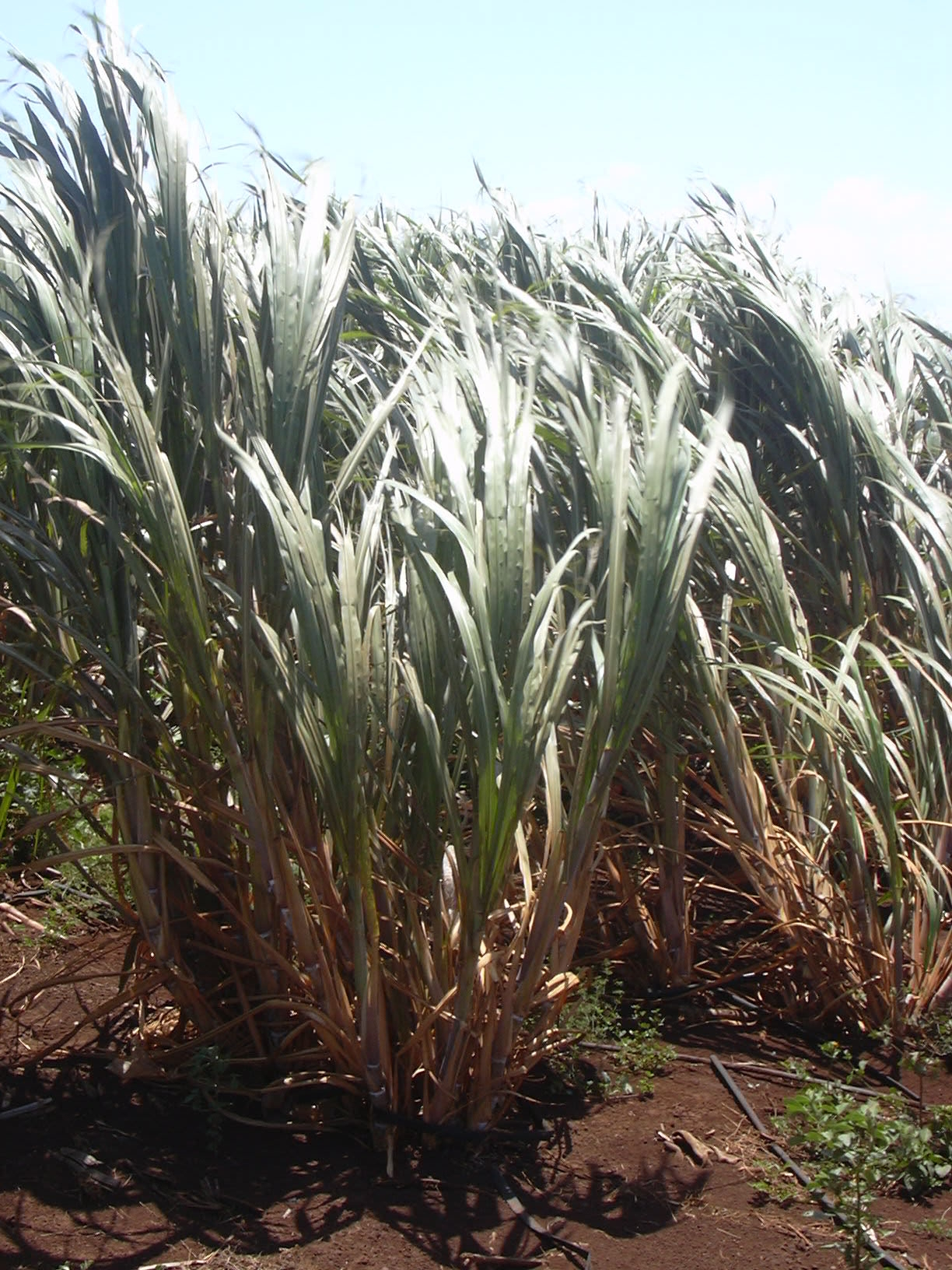
Saccharum officinarum, що вирощується на Гаваях

Кубинський цукор знаходив постійний збут на ринку СРСР, а розпад Союзу привів до закриття більшої частини кубинської цукрової промисловості. Вирощування та переробка цукрової тростини залишається важливою частиною економіки Барбадосу, Домініканської Республіки, Гваделупи, Ямайки, Гренади й інших островів Карибського моря. Тростинний цукор (цукор-сирець) — головний продукт експорту багатьох тамтешніх країн.
Виробництво цукрової тростини також поширене на багатьох тропічних тихоокеанських островах, переважно Гаваях і Фіджі. На цих островах цукор почав домінувати на економічному та політичному ландшафті після вторгнення в тубільні суспільства європейців і американців, які просували імміграцію з різних азійських країн для забезпечення плантацій працівниками. Політика цукрової промисловості створила нову етнічну структуру островів та справила глибокий вплив на сучасну політику і суспільство на цих островах.

## Виробництво
Цукрова тростина вирощується в багатьох країнах світу, що разом виробляють урожай у 1,32 млрд тонн (у 6 разів більше, ніж цукрового буряка). На початок 2021 року найбільшим виробником цукрової тростини у світі була Бразилія, де тростина використовується переважно для виробництва цукру, меляси, рому й етанолу, який, у свою чергу, використовується для виробництва поширених у Бразилії видів біопалива — спирто-бензину та біодизелю. Щоб позбутись зайвого листя перед збиранням цукрової тростини, поле з тростиною підпалюють.

## Виведення нових сортів цукрової тростини
В 2005 році, дослідники з Liucheng Sugarcane Research Units (LC-SRU) в Китаї вивели новий сорт цукрової тростини п’ятого покоління LC05−136. Новий сорт був виведений під керівництвом Веньсяна Лу з більш ніж 100 тисяч саджанців, отриманих шляхом схрещування сортів CP81−1254 і ROC22. Цей сорт тростини вирізняється високою врожайністю, стійкістю до несприятливих кліматичних умов та гарною адаптивністю до різних регіонів вирощування. 

## Цікаві факти
У Стародавній Індії для скріплення каменів у будівлях каменярі використовували вапно, розмішане соком цукрової тростини, що і надавало вікову міцність старовинним вежам і храмам.